# 9JKL - Scomodi vicini
9JKL - Scomodi vicini (9JKL) è una serie televisiva statunitense ideata da Dana Klein e Mark Feuerstein.
Lo show è liberamente ispirato alle esperienze di Feuerstein durante le riprese della serie Royal Pains; nella vita reale, tuttavia, Feuerstein viveva con la moglie Dana Klein.
La serie è stata trasmessa dal 2 ottobre 2017 al 2 febbraio 2018.
Il 19 aprile 2018 è stata cancellata dopo una stagione.
In Italia viene trasmessa su Rai 2 dal 19 settembre 2019.

## Trama
Josh Roberts, un attore divorziato la cui serie TV è stata recentemente cancellata, torna a New York nell'appartamento 9K. La sua famiglia vive in appartamenti adiacenti: i suoi genitori vivono nel 9J, insieme al fratello, alla cognata e al loro neonato. Questa situazione unica spinge Josh a provare a impostare i confini mentre si ricollega con i membri della sua famiglia.

## Episodi
| Stagione       | Episodi | Prima TV USA | Prima TV Italia |
| -------------- | ------- | ------------ | --------------- |
| Prima stagione | 16      | 2017-2018    | 2019-2020       |

## Personaggi e interpreti

### Principali
- Mark Feuerstein è Josh Roberts
- Elliott Gould è Harry Roberts
- Linda Lavin è Judy Roberts
- Liza Lapira è Eve Roberts
- David Walton è Andrew Roberts
- Albert Tsai è Ian
- Matt Murray è Nick

### Ricorrenti
- Tone Bell è Luke

### Guest star
- Robert Costanzo è Massimo
- Brooke D'Orsay è Natalie
- Paul Feig
- Phil Morris è Dr. Starnes
- Christina Pickles è Lenore
- Michael Showalter è Walter Michaelson
- Lois Smith è Wrong Nana
- Fred Willard è Dick
- Cheri Oteri è Patty Partridge